# 1992 ve sportu
Toto je přehled sportovních událostí z roku 1992.

## Olympijské hry
- Zimní olympijské hry –  Albertville
- Letní olympijské hry –  Barcelona

## Automobilový sport
Formulové závody:
- CART  Bobby Rahal
- Formule 1  Nigel Mansell
- Formule 3000  Luca Badoer

## Cyklistika
- Giro d'Italia – Miguel Indurain
- Tour de France – Miguel Indurain
- Mistrovství světa – Gianni Bugno

## Sportovní lezení

### Svět
- 4. Světový pohár ve sportovním lezení 1992
- 1. Mistrovství světa juniorů ve sportovním lezení 1992

### Evropa
- 1. Mistrovství Evropy ve sportovním lezení 1992

## Tenis
- Grand Slam výsledky mužů:
  1. Australian Open – Jim Courier
  2. French Open – Jim Courier
  3. Wimbledon – Andre Agassi
  4. US Open – Stefan Edberg

- Grand Slam výsledky žen:
  1. Australian Open – Monika Selešová
  2. French Open – Monika Selešová
  3. Wimbledon – Steffi Graf
  4. US Open – Monika Selešová

- Davis Cup: USA–Švýcarsko 3:1

## Hokej
Mistrovství světa v ledním hokeji 1992